# Shiki (regénysorozat)
A Shiki (屍鬼; Siki; Sikabane oni, ’halott démon’) japán regénysorozat Ono Fujumi tollából. Eredetileg a Shinchosha adta ki két kötetben 1998-ban, majd 2002-ben egy ötkötetes újranyomást is megért.
A történet egy Szotoba nevű eldugott japán faluban játszódik, ahol rejtélyes halálesetek sora történik. A halálesetek a Kirisiki családhoz köthetők, akik nemrég költöztek a falu határában álló kastélyba. Ozaki Tosio, Szotoba kórházának igazgatója nyomozásba kezd és kideríti, hogy az esetek mögött természetfeletti erők állnak, vámpírok, akiket shikiknek hívnak.
Fudzsiszaki Rjú mangaadaptációja 2007 decemberétől 2011 júniusáig futott a Jump Square mangamagazinban. A mangából a Daume stúdió készített animefeldolgozást, ami 22 epizódon át futott a Fuji TV-n 2010. július 8. és 2010. december 30. között. Észak-Amerikában az anime forgalmazási jogait a Funimation Entertainment szerezte meg és a japán vetítéssel együtt online videó portálján keresztül mutatta be, majd 2012. május 29-én DVD-n és Blu-rayen is kiadta.

## Cselekmény

A Shiki számos szereplője az animesorozatban

A történet egy Szotoba nevű eldugott japán faluban játszódik, egy különösen meleg nyáron, az 1990-es években. A falu nyugalmát rejtélyes halálesetek sora kavarja fel. Ozaki Tosio, Szotoba kórházának igazgatója nyomozásba kezd, kezdetben valamilyen rejtélyes járványra gyanakszik, azonban kiderül, hogy az esetek mögött természetfeletti erők állnak, vámpírok, akiket shikiknek hívnak. A halálesetek a Kirisiki családhoz köthetők, akik nemrég költöztek a falu határában álló kastélyba. Ozakit kezdetben nem veszik komolyan a falusiak, a shikik pedig lassan megfertőzik az egész falut, a kihalás szélére sodorva a lakóit.

## Stílus és téma
A Shiki műfaja tradicionális horror, a klasszikus vámpírtörténetekből merít, de a szerző saját ötleteivel fűszerezte és egy modern világba helyezte. Annak ellenére, hogy viszonylag népszerű műfajon alapul, nem sorolható a manapság jellemző, populáris high-concept sorozatok közé. A cselekmény kibontakozása rendkívül lassú a mű első felében, a tekintélyes szereplőgárda mély részleteiben való bemutatása végett. Miután a központi szereplők, a shikik bemutatkoznak a cselekmény felgyorsul és megkezdődik az emberek és vámpírok harca a túlélésért. Az anime esetében a változó színskála fokozza a sötét, melankolikus hangulatot, a zenei aláfestés pedig további nyugtalanságot eredményez.
A Shiki nem igazán tekinthető vámpírtörténetnek, a mű központi témája a túlélésért folytatott gyilkolás és az emberi természet bemutatása. A mű Káin és Ábel allegorikus példáját hozza fel az emberiesség elvesztésére. A shikik a túlélésért embert ölnek, az emberek pedig megölik a shikiket, hogy életben maradhassanak. Gyakran feltett kérdés, hogy amikor a shikik kiszívják áldozataik vérét abból az egyszerű okból, hogy életben maradhassanak, gyilkosabb vagy elítélendőbb-e, mint amikor az ember marhahúst eszik. Bár a túlélésért folytatott küzdelem és a gyilkolás élvezete közötti határ összemosódik, két élesen eltérő szemléletmód ütközik. Az egyik Ozaki doktor álláspontja, aki az összes shiki megölését elfogadhatónak tartja a falu megmentése érdekében, a másik pedig Muroi szerzetes, aki elfogadja és megértéssel közeledik a shikik felé és minden erejével védelmezi őket.

## Médiamegjelenések

### Regény
A Shiki regény Ono Fujumi műve és eredetileg a Shinchosha adta ki két kötetben 1998-ban. 2002-ben az ötkötetes újranyomást már tankóbon formátumban adták ki.
| Kötet    | Kiadás dátuma    | Oldalszám | ISBN               |
| -------- | ---------------- | --------- | ------------------ |
| 1. kötet | 1998. szeptember | 545       | ISBN 4-10-397002-2 |
| 2. kötet | 1998. szeptember | 726       | ISBN 4-10-397003-0 |

| Kötet    | Kiadás dátuma     | Oldalszám | ISBN               |
| -------- | ----------------- | --------- | ------------------ |
| 1. kötet | 2002. január 20.  | 583       | ISBN 4-10-124023-X |
| 2. kötet | 2002. január 30.  | 503       | ISBN 4-10-124024-8 |
| 3. kötet | 2002. február 28. | 425       | ISBN 4-10-124025-6 |
| 4. kötet | 2002. február 28. | 574       | ISBN 4-10-124026-4 |
| 5. kötet | 2002. február 28. | 478       | ISBN 4-10-124027-2 |

### Manga
Fudzsiszaki Rjú mangaadaptációja 2007 decemberétől 2011 júniusáig futott a Jump Square mangamagazinban. A fejezeteket 11 tankóbon kötetbe gyűjtve jelentette meg a Shueisha 2008. július 4. és 2011. július 4. között.

### Anime

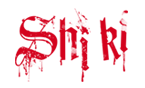
Az anime latin betűs logója

A manga animeadaptációját 2009 decemberében jelentették be a hivatalos oldal elindulásával. Az Aniplex volt felelős a gyártás irányításáért és a forgalmazásáért, míg az animációs munkát a Daume stúdió végezte Amino Tecuró rendezésében. A zenét Takanasi Jaszuharu szerezte, a szereplőket Ocsi Sindzsi tervezte. Az anime szinkronstábjában a híres Gackt is szerepet kapott.
Az animesorozat 22 epizódon át futott a Fuji TV noitaminA műsorblokkjában 2010. július 8. és 2010. december 30. között. Két ráadás epizód is készült, amelyek OVA formátumban voltak elérhetőek a DVD- és Blu-ray-kiadásban. A ráadás epizódok a 20. és 21. epizódhoz kapcsolódnak, így a 20,5 és 21,5 számozás kapták és a címük is azonos maradt a „to han” kiegészítést leszámítva. Minden epizód címe egy onjomi olvasatú homofónia, ami az epizód sorszámából és egy halálhoz vagy a fizikai test bomlásához kapcsolható kifejezésből áll.
A sorozatban két nyitó- és két zárótéma hallható. Az első nyitódal a Buck-Tick együttes Kucsizuke (くちづけ; Hepburn: Kuchizuke) című dala, míg az első záródal a Walk no jakuszoku (walkの約束; Hepburn: Walk no yakusoku) Nangitól. Mindkét dal az 1-től a 11. epizódig hallható. A második nyitódal a Kanon × Kanon Calendula Requiem című száma, míg a második záródal, a Gekka reidzsin (月下麗人; Hepburn: Gekka reijin) a Buck-Ticktől. E két dal a fennmaradó tizenegy rész alatt és a két ráadásepizódban hallható.
Észak-Amerikában az anime forgalmazási jogait a Funimation Entertainment szerezte meg és a japán vetítéssel együtt online videó portálján keresztül mutatta be, majd 2012. május 29-én DVD-n és Blu-rayen is kiadta.

## Fogadtatás
Carlo Santos (Anime News Network) az anime első 12 részének kritikájában pozitívan értékelte, hogy míg manapság a vámpír műfajt a románctól kezdve a vígjátékon át a sci-fiig mindennel fűszerezik, addig a Shiki hű marad a klasszikus vámpírirodalomhoz. Bírálta azonban a szereplők bizarr és már-már vicces megjelenését, ami véleménye szerint nem illeszkedik egy tradicionális horrorba, továbbá negatívan értékelte a gyakran előforduló egyszerű animációs megoldásokat. Az egyszerű zenei aláfestést dicsérve elmondta, hogy ’képes kifejezni a veszteséget és a szívfájdalmat, amikor a barátok vagy rokonok szembenéznek halott szeretteikkel’. Az IGN kritikájában egy teafőzőhöz hasonlítja a sorozatot, amely a történet csúcspontnál fütyül. Dicsérettel illette a szereplőgárdát, azonban hozzátette, hogy az anime nem tökéletes, a gyors történetvezetésű sónenek kedvelői számára unalmas lehet.
A T.H.E.M. Anime Reviews szerint „egy érdekesen kidolgozott sorozat, amely a legbüszkébb horror tradíciók által ad érdekes betekintést az emberiség embertelenségébe, azonban nem különösen élvezetes a fájdalmasan lassú történetvezetés és az igazán meggyőző szereplők teljes hiánya miatt”. Az Anime-Planet kritikusa úgy látja, hogy bár a shikik gyorsan válnak a legfőbb negatív szereplőkké, a sorozat mégsem vámpírokról vagy élőhalottakról szól, hanem az emberi természetről és a túléléséről. A The Nihon Review kritikusa szerint is nehéz egy kimondott vámpírtörténetnek nevezni a Shikit, mert „az animáció, a történetvezetés és a teljes mondanivaló is valahol Kelet és Nyugat határán található”. Hozzátette, hogy időnként a Higurasi no naku koro ni sorozathoz vagy Richard Matheson Legenda vagyok című művéhez hasonlónak érezte.